# BEAM (robotica)
De afkorting B.E.A.M. staat voor een type robotica:
- Biologie Het idee voor een robot en zijn onderdelen wordt afgekeken uit de biologie. Insecten dienen veelal als inspiratie omdat die eenvoudig zijn.
- Elektronica De besturing is gemaakt van eenvoudige elektronica. Microprocessoren zijn uit den boze.
- Aestetica De robots krijgen door hun eenvoudige opzet iets primitief-charmants. Geen gelikte robotlijven, maar draadjes, stangetjes, soldeerklodders en motoren. Zelfs printplaten worden indien mogelijk vermeden omdat deze er niet 'knutselachtig' genoeg uitzien. Lelijk is mooi.
- Mechanica De mechanische onderdelen van een BEAM-robot zijn zo goedkoop mogelijk. Vaak tweedehands of van een andere apparaat afgesloopt.

BEAM-robots zijn doorgaans eenvoudig van opzet. Dit komt doordat een bottom-up benadering gekozen is. BEAM-robots bevatten geen computer voor de besturing, maar slechts enkele eenvoudige elektronische onderdelen.

## Microcore
De microcore is een clustertje van enkele elektronische zenuwcellen. Deze zenuwcellen zijn niet precies volgens het biologisch model gebouwd, maar geven het ingangssignaal vertraagd af. Door een aantal van deze zenuwcellen achter elkaar te plaatsen werken ze een bepaald programma af dan gebruikt kan worden om de poten van een lopend robotje (ze zijn vaak klein) te laten bewegen. Een 'cel' uit een microcore bestaat uit een Schmit-trigger-inverter met aan de ingang een condensator, en een weerstand naar de 0.
Het geniale van de microcore zit hem hierin dat de stroom die door de motor loopt (bij een constante batterijspanning) teruggekoppeld wordt naar de microcore zodat de robotpoten zich aanpassen aan de vorm van de ondergrond. Zo'n kunstmatig insect over een obstakel te zien klimmen komt heel 'biologisch' over.
De microcore is bedacht door de Amerikaan Mark Tilden die er octrooi op heeft. Voor hobbyisten hoeft dit geen probleem te zijn, maar commerciële toepassingen zijn voorbehouden aan Tilden en met hem samenwerkende bedrijven.
Veel BEAM-robots zijn gebouwd op basis van een microcore. De eenvoudigste exemplaren hebben slechts 2 elektromotoren. Er zijn ook microcore-schakelingen met 3 en 5 motoren.

## Andere soorten
BEAM-robots bestaan er in meer dan 1000 soorten. De exemplaren die zonder microcore werken zijn dus ook talrijk. Dit zijn meestal exemplaren die met wielen zijn uitgerust in plaats van poten.
Het is verbazend hoe vindingrijk de makers zijn in het bedenken van besturingen. Zo zijn er robots die met slechts één motor en een paar elektronische onderdelen naar een lichtbron kunnen rijden. Deze robots werken vaak op een zonnecel in plaats van een batterij, dit ten behoeve van de eenvoud, maar soms ook omdat de makers tot doel hebben een robot te maken die zelf kan 'overleven' zonder hulp van de mens.

## Hardware
De hardware van een BEAM-robot bestaat uit:
- Elektromotoren Eén motor lijkt het minimum, maar er zijn zelfs robots die het met nul motoren redden. Geheugenmetaal kan deze functie ook vervullen.
- Vertragingsbakken Deze zijn lang niet altijd nodig. Wel bij lopende robots.
- Wielen of poten Ook niet altijd nodig. Een asje of een stukje krimpkous kunnen een wiel vervangen. Dat scheelt ook weer een vertraginsbak. Een maximum van twee wielen wordt doorgaans aangehouden. Het derde wiel kan gemakkelijk vervangen worden door een krom stuk ijzerdraad.
- Sensoren in de breedste zin des woords. Een weerstand in serie opgenomen met een motor waarover dan de spanning teruggekoppeld wordt is in feite een sensor die de mechanische weerstand van de motor meet. Zonnecellen kunnen naast energie leveren ook als lichtsensor dienstdoen. Een stukje verend ijzerdraad kan als botssensor fungeren.
- Elektronische schakeling Deze wordt bij voorkeur zonder printplaat in elkaar gesoldeerd. Nog mooier is het als de elektronische onderdelen ook deel uitmaken van de mechanische constructie.
- IJzerdraad, metalen plaatjes of andere eenvoudige middelen dienen als brug tussen de motoren of als poten. De verschillende onderdelen zijn aan elkaar gesoldeerd, gelijmd, getapet, geschroefd of geklemd.